# Machimus blascoi
Machimus blascoi là một loài ruồi trong họ Asilidae. Machimus blascoi được Weinberg & Bächli miêu tả năm 2001. Loài này phân bố ở vùng Cổ Bắc giới.